# Teneke
Teneke es una ópera en tres actos con música de Fabio Vacchi y libreto en italiano de Franco Marcoaldi, basado en la novela epónima del autor turco Yaşar Kemal publicada en 1955. La ópera se estrenó el 22 de septiembre de 2007 en el Teatro de La Scala de Milán, dirigida por Roberto Abbado. El diseño de decorados y vestuario fueron de Arnaldo Pomodoro, y Ermanno Olmi fue director escénico. Se representó hasta el 4 de octubre de 2007, siete veces sólo. Dura unas 2 horas y 45 minutos.
Yaşar Kemal acudió al estreno junto con su esposa Ayşe Semiha Baban Kemal y la diva turca Leyla Gencer en el palco real. Después del estreno, saludó al público con el reparto, y recibió un gran aplauso del público.

## Personajes
| Personajes        | Tesitura     | Reparto del estreno, 22 de septiembre de 2007 (Director: Roberto Abbado) |
| ----------------- | ------------ | --- |
| Nermin            | soprano      | Rachel Harnisch |
| Fikret Irmakli    | tenor        | Steve Davislim |
| Resul Efendi      | barítono     | Andrea Concetti |
| Memed el Curdo    | barítono     | Alessandro Paliaga |
| Zeyno Karï        | mezzosoprano | Anna Smirnova |
| Okçuoglu          | bajo         | Nicola Ulivieri |
| El Doctor         | barítono     | Angelo Veccia |
| 12 terratenientes |              | Luca Dellacasa, Krystian Krzeszowiak, Giovanni Caccamo, Luca Favaron, Leonardo Andreotti, Vito Martino, Roberto Lizzio, Davide Rocca, Filippo Tuccimei, Nicolás Lartaun, Emilio Casali, Riccardo Ristori |
| Los granjeros     |              | Coro del Teatro de La Scala de Milán |